# Sitnocvjetna divizma
Sitnocvjetna divizma, (uspravna divizma, svićnjak, kraljeva svića; latinski Verbascum thapsus), ljekovita je biljka koja raste u Hrvatskoj, u Europi, te velikim dijelovima Azije. Uvezena je i u Ameriku

## Opis
Naraste do 2 metra visine, cvjetovi su žute boje, listovi do 50 cm dugi. Cijela je biljka prevučena sitnim dlačicama.

## Uporaba
Biljka se koristi u narodnoj medicini, prije svega kao ekspektorans. Listovi i cvjetovi djeluju kao anodin, protuupalno, antiseptički, antispazmodički, adstrigentno, demulcentno, diuretički, emolientno, ekspektoransno i vulnerarno. Iako se dugo koristi u biljnoj medicini, do 2018. nije provedeno visokokvalitetno kliničko istraživanje. a ne postoje ni lijekovi proizvedeni iz divizme. Dioskurid je prvi preporučao ovu biljku još prije 2000 godina, smatrajući je korisnom kao narodni lijek za plućne bolesti. Ulje priređeno od cvjetova koristilo se protiv katara, kolika, bolova u uhu, promrzlina, ekcema i drugih vanjskih poremećaja.

## Vanjske poveznice
- Verbascum thapsus , Velvet Plant PFAF Plant Database

- V. thapsus
- V. thapsus
- V. thapsus
- V. thapsus, listovi, Botanički vrt Cambridge University
- V. thapsus
- V. thapsus, cvjetovi